# Парменион
Парменион (400. п. н. е. - 330. п. н. е.) је био македонски генерал, а служио је Филипа II Македонског и Александра Македонског. Водио је лево крило током највећих битки Александра Македонског, у бици код Иса, бици код Гаугамеле и бици код Граника.
Био је син племића. Током владавине Филипа II Македонског победио је Илире 356. п. н. е. Био је један од неколико генерала, који је закључивао мир са Атином 346. п. н. е.
У војсци Александра Македонског он је био главни после Александра. Он се често није слагао са Александром у стратегији.
После освајања предела данашњег Авганистана, Парменионов син Филота је био укључен у заверу против Александра. Александар му убија сина. Иако сам није био укључен у заверу Александар наређује да га убију, јер га је сматрао опасношћу. Његов брат Асандер и Филотин син Агатон такође су постали истакнути чланови Александрове Македоније.